# فردیناند هیلر
فردیناند هیلر (انگلیسی: Ferdinand Hiller; ۲۴ اکتبر ۱۸۱۱ – ۱۱ مهٔ ۱۸۸۵ میلادی) یک آهنگساز، نوازنده پیانو، و رهبر ارکستر اهل آلمان بود.
اولین معلم موسیقی او آلویس اشمیت، موسیقیدان آلمانی بود. وقتی او ده سال داشت، پدرش او را به خاطر استعداد بی نظیری که داشت از هومل به وایمار فرستاد؛ در آنجا خود را وقف ساختن آهنگ کرد و از این طریق با گوته آشنایی پیدا کرد.
به عنوان نوازنده پیانو پیشرفت‌های زیادی در این دوره کرد؛ در سال ۱۸۲۷ میلادی در سفری به وین با بتهوون ملاقات کرد.

## زندگی
فردیناند هیلر در یک خانواده یهودی ثروتمند در فرانکفورت آم ماین به دنیا آمد ؛جایی که پدرش یوستوس (اصلاً آیزاک هیلدسهایم، نامی که در اواخر قرن ۱۸ تغییر داد تا ریشه یهودی خود را پنهان کند) یک تاجر منسوجات انگلیسی بود؛ کسب و کار در نهایت توسط جوزف برادر فردیناند ادامه یافت؛ استعداد هیلر در اوایل کشف شد و پیانو توسط آلویس اشمیت، نوازنده برجسته فرانکفورتی، ویولن توسط یورگ هافمن، و هارمونی و کنترپوان توسط گئورگ یاکوب وولویلر به او آموخت؛ در ۱۰ سالگی کنسرتو موتزارت را در ملاء عام اجرا کرد؛ و دو سال بعد اولین تصنیف خود را ساخت.
در سال ۱۸۲۲میلادی ، فلیکس مندلسون ۱۳ ساله وارد زندگی او شد. خانواده مندلسون در آن زمان برای مدت کوتاهی در فرانکفورت اقامت داشتند و هیلر جوان از آنها دیدن کرد و در آنجا بسیار تحت تأثیر بازی فلیکس (و حتی بیشتر از آن از بازی خواهرش فانی مندلسون) قرار گرفت. هنگامی که در سال ۱۸۲۵ میلادی آشنایی آنها تجدید شد، دو پسر بلافاصله دوستی صمیمی پیدا کردند، که قرار بود تا سال ۱۸۴۳ میلادی ادامه یابد. هیلر با درایت، درگیری آنها را ناشی از "آسیب پذیری های اجتماعی و نه شخصی" توصیف می کند. اما در واقع به نظر می رسد که بیشتر مربوط به جانشینی هیلر به جای مندلسون به عنوان مدیر ارکستر لایپزیک گواندهاوس در سال ۱۸۴۳ بوده است.
هیلر از ۱۸۲۵ تا ۱۸۲۷ شاگرد یوهان نپوموک هومل در وایمار بود. در حالی که او با هومل در بستر مرگ بتهوون بود، هیلر یک دسته از موهای بتهوون را محکم کرد. این قفل پس از فروخته شدن در ساتبیز در سال ۱۹۹۴، اکنون در دانشگاه ایالتی سن خوزه است. هیلر و هومل در وین برای تعزیه های بتهوون، شنیدند که یوهان مایکل ووگل و فرانتس شوبرت در حال اجرای Winterreise شوبرت بودند. هیلر نوشت که استادش چنان متاثر شد که اشک از چشمانش سرازیر شد.
هیلر از سال ۸۲۸ تا ۱۸۳۵ در پاریس مستقر شد و در آنجا به عنوان معلم آهنگسازی در مدرسه موسیقی Choron مشغول به کار شد. او در نهایت سمت خود را رها کرد تا بهتر بتواند خود را به عنوان یک پیانیست و آهنگساز مجهز کند. در پاریس با شوپن، برلیوز و لیست آشنا شد. او مدتی را در ایتالیا گذراند، به این امید که این به او کمک کند تا یک اپرای موفق بنویسد (امیدی که هرگز برآورده نشد). در سال ۱۸۳۶، او در فرانکفورت بود و خود را وقف آهنگسازی کرد. توانایی های او شناخته شد، و با وجود اینکه 25 سال داشت، از او خواسته شد که در طول بیماری رهبر ارکستر شلبل، به عنوان رهبر ارکستر Cäcilienverein عمل کند.
علاوه بر مندلسون، او توجه جیواکینو روسینی را نیز به خود جلب کرد، که به او کمک کرد تا اولین اپرای خود، رومیلدا (که شکست خورده بود) را در میلان راه اندازی کند. مندلسون برای هیلر مدخلی در Gewandhaus گرفت و فرصتی برای ارائه عمومی سخنرانی هیلر Die Zerstörung Jerusalems (تخریب اورشلیم، 1840) فراهم کرد. پس از یک سال تحصیل در موسیقی کلیسایی در رم، هیلر به لایپزیگ بازگشت و در طول فصل 1843-1844 کنسرت های Gewandhaus را رهبری کرد. در این زمان موقعیت او در دنیای موسیقی تثبیت شد و افتخارات و انتصابات بر او نازل شد. در سال 1845 رابرت شومان کنسرتو پیانوی خود را به هیلر تقدیم کرد. هیلر در سال 1847 سرپرست شهرداری دوسلدورف شد و در سال 1850 انتصاب مشابهی در کلن دریافت کرد، [2] جایی که در آن سال کنسرواتوار کلن را تأسیس کرد و تا سال 1884 به عنوان کاپل مایستر باقی ماند. در این مدت، او دوازده بار مدیر جشنواره رانیش پایین بود. جشنواره موسیقی و اجرای کنسرت های گورزنیچ. او در درسدن نیز کار می کرد. بنابراین او نقش مهمی در زندگی موسیقی آلمان ایفا کرد. و در طول فصل 1852-1853 رهبر ارکستر اپرای ایتالیا در پاریس بود.
در طول سلطنت طولانی هیلر در کلن، که برای او یک "فون" پیش از نام خانوادگی اش به ارمغان آورد، شاگرد ستاره او مکس بروخ، آهنگساز مرثیه ویولن سل کول ندری، بر اساس سرود کنیسه ای بود که در یوم کیپور خوانده شد. بروخ یهودی نبود. دانش او از موضوع کول ندری از طریق هیلر به دست آمد، که او را با چازان برلین، لیختن اشتاین آشنا کرد. رژیم هیلر در کلن به شدت با سلایق محافظه‌کارانه‌اش مشخص بود، که او سعی کرد با توصیه به عنوان جانشین خود در سال 1884، برامس یا بروخ را طولانی‌تر کند. با این حال، این انتصاب به یک "مدرنیست"، فرانتس وولنر، که به گفته گروو "اصطلاح دوره خود را با کنسرت هایی از واگنر، لیست و ریچارد اشتراوس آغاز کرد، که هیلر از همه آنها اجتناب کرده بود."
هیلر در سال 1849 به عضویت آکادمی هنرهای پروس انتخاب شد و در سال 1868 عنوان دکتر را از دانشگاه بن دریافت کرد.[2] او در کلن درگذشت.
شخصیت
پرتره فردیناند هیلر، آهنگساز (1811-1885).
مهربانی هیلر یکی از قوی ترین دارایی های او بود. او دوستان بیشماری مانند چارلز والنتین آلکان پیدا کرد، [6] و مکاتبات بسیار گسترده او با تمام موسیقیدانان برجسته در اروپا که هنوز بخشی از آن منتشر شده است، منبع مهمی برای تاریخ موسیقی دوران اوست. با این حال، یکی دیگر از دارایی های او همسر بسیار زیبای او آنتونکا بود که حرفه ای یک خواننده بود و در سال 1840 در ایتالیا با او ازدواج کرد و خانه خود را به آهنربایی برای روشنفکران در هر کجا که ساکن شدند تبدیل کرد.
هیلر و واگنر
دوران حضور هیلر در درسدن نشان‌دهنده برخوردهای اولیه‌اش با ریچارد واگنر بود، که در سال 1843 معاون کاپل مایستر در آنجا شد، پس از موفقیت در اجرای اپرای او Rienzi (سال قبل در درسدن به صحنه رفت). واگنر در زندگی‌نامه خود که در طول سال‌های 1865–1870، زمانی که در حال تسویه حساب، واقعی و خیالی، پس از مرگ جاکومو میربیر بود، نوشته شده است، معمولاً در این دوره از هیلر حمایت می‌کند، که به گفته ما، «به‌ویژه رفتاری جذاب و دلپذیر داشت. در آن روزها». آنتونکا به عنوان «یهودی لهستانی خارق‌العاده‌ای توصیف می‌شود که باعث شده بود به همراه شوهرش پروتستان تعمید یابد». او بعداً به عنوان "برای اپرای همسرش از حمایت تعداد زیادی از هموطنانش [...] استفاده می کند." (اپرا کنرادین هیلر بود).
اظهارات انکارآمیز واگنر در مورد هیلر در سرتاسر زندگی‌نامه‌اش Mein Leben و در بررسی بعدی‌اش از زندگی‌نامه هیلر نشان‌دهنده رابطه او با هیلر نیست که در اسناد دیگر آشکار شده است. واگنر به طور مکرر در دفتر خاطرات هیلر در آن دوره ظاهر می شود. از جمله این یادداشت ها عبارتند از:
[30.11.1844] واگنر به اتاق من آمد [...] [15.1.1845] با واگنر در لیدرتافل [...] [24.2.1845] واگنر آمد تا در مورد امور خود صحبت کند. بحث در مورد دین با واگنر [...] [28.4.1845] از دو عمل آخر تانهاوزر با واگنر گذشت [...]
و غیره هیلر در اکتبر 1845 در صحنه‌سازی تانهاوزر در درسدن کمک کرد. در نوامبر 1846 هیلر به دیدن تانهاوزر رفت و یادداشت کرد: "مندلسون روبروی ما نشسته است" (اما احتمالاً هیچ گفتگوی انجام نشد). در سال 1847 او پیش نویس اپرای خود را به نام کنرادین با واگنر در میان می گذارد.
بحث در مورد «امور» و مذهب واگنر در 1845 باید جالب بوده باشد. ما از مکاتبات می دانیم که در همان ماه، واگنر تلاش کرد ۲۰۰۰ تالر از هیلر قرض بگیرد. با این حال، مخالفت ظاهری هیلر مانع از آن نشد که واگنر در ماه ژوئن هیلر را به کلم، مسئول دربار درسدن، به عنوان آهنگساز بالقوه یک لیبرتو توصیه کند.